# Saint-Vert
Saint-Vert ist eine französische Gemeinde mit 108 Einwohnern (Stand: 1. Januar 2022) im Département Haute-Loire in der Region Auvergne-Rhône-Alpes. Sie liegt im Arrondissement Brioude und im Kanton Sainte-Florine. Die Einwohner werden Vergongheonnais genannt.

## Geographie
Die Gemeinde Saint-Vert liegt im Zentralmassiv im Regionalen Naturpark Livradois-Forez an der Grenze zum Département Puy-de-Dôme, etwa 17 Kilometer nordöstlich von Brioude am Ufer des Flusses Doulon und seines Zuflusses Vignon. Umgeben wird Saint-Vert von den Nachbargemeinden Fayet-Ronaye im Norden, Doranges im Nordosten, Laval-sur-Doulon im Osten und Süden, Champagnac-le-Vieux im Süden und Westen sowie Chassignolles im Nordwesten.

## Bevölkerungsentwicklung
| Jahr                       | 1962 | 1968 | 1975 | 1982 | 1990 | 1999 | 2006 | 2017 |
| Einwohner                  | 254  | 180  | 151  | 135  | 120  | 103  | 103  | 112  |
| Quellen: Cassini und INSEE |      |      |      |      |      |      |      |      |

## Sehenswürdigkeiten
- Romanische Kirche St. Johannes’ Enthauptung (Église de la Décollation-de-Saint-Jean-Baptiste)
- Verteidigungsturm
- Schloss

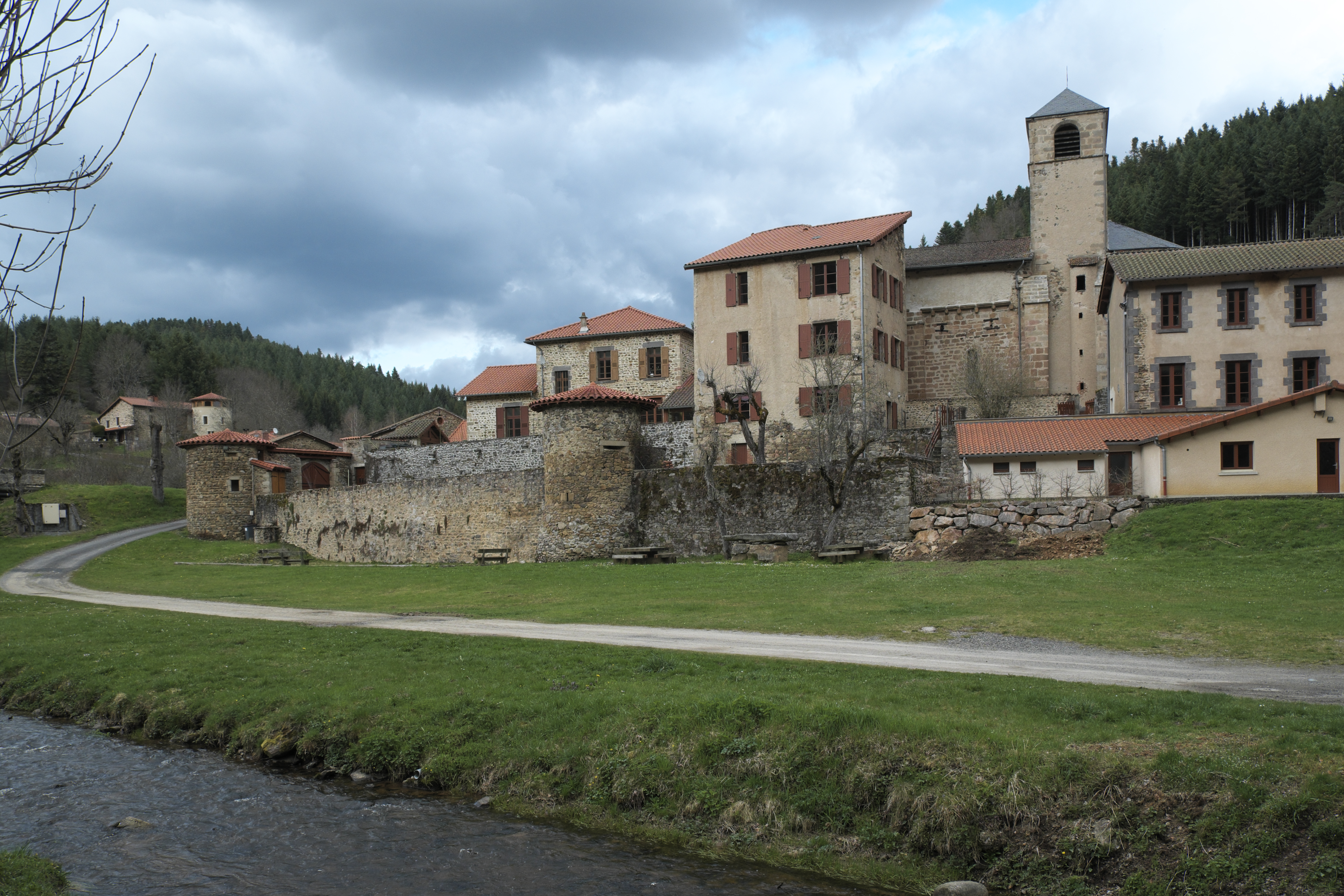
Kirche Décollation-de-Saint-Jean-Baptiste
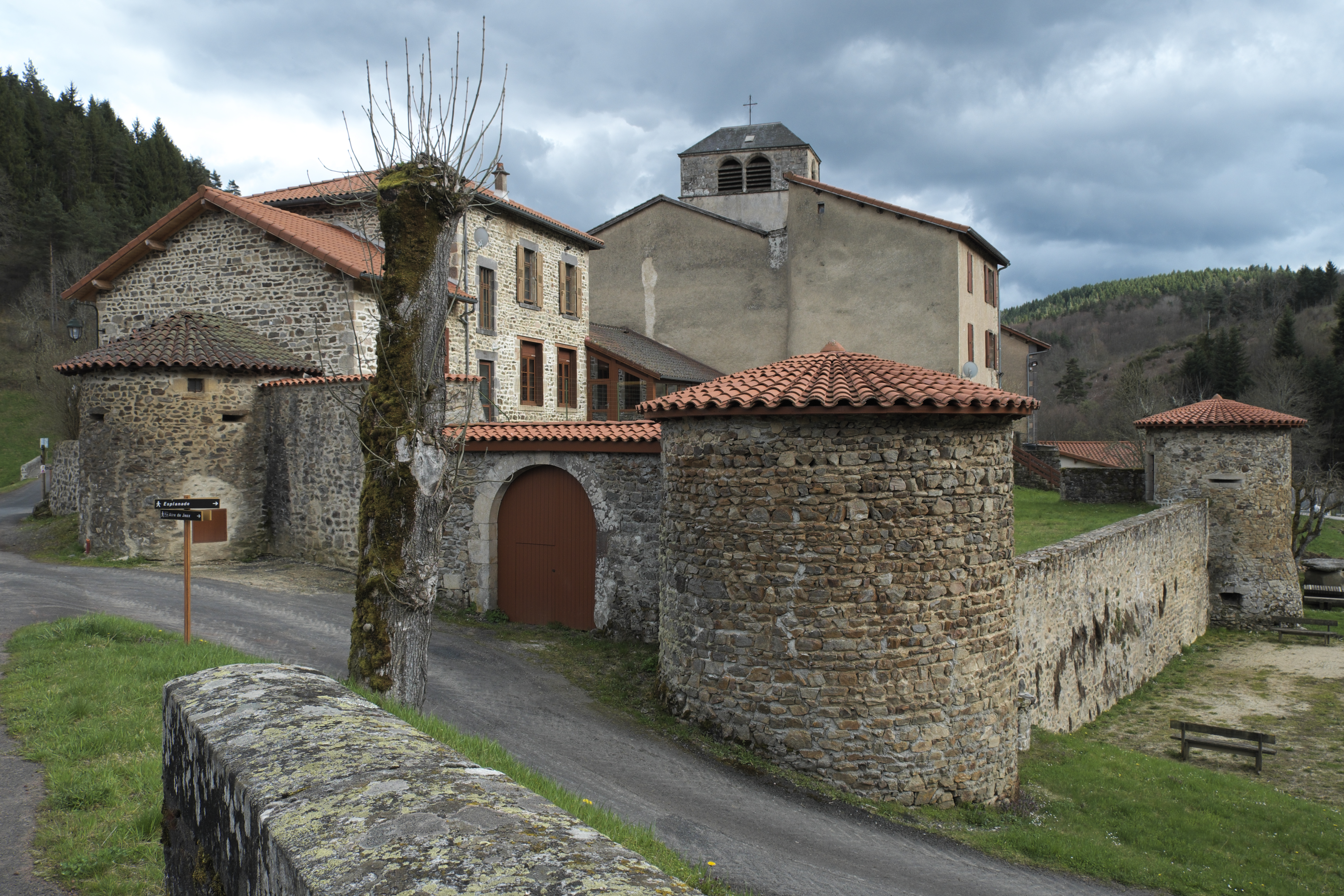
Befestigungsmauer mit Türmen, im Hintergrund die ehemalige Prioratskirche Saint-Jean-Baptiste